# Koegelwieck (schip, 1973)
De Koegelwieck was een sneldienstschip van de Nederlandse rederij Doeksen. Ze was genoemd naar het natuurgebied Koegelwieck op Terschelling.
De Koegelwieck was een catamaran met asymmetrische rompen. Ze werd op 6 september 1973 in Noorwegen te water gelaten voor Doeksen en arriveerde op 30 september van dat jaar op Terschelling. Tot 1992 heeft ze de sneldienst onderhouden tussen Harlingen, Terschelling en Vlieland.
Toen Doeksen in 1992 een  nieuwe Koegelwieck aangeschafte, werd de oude Koegelwieck omgedoopt tot Stortemelk. Nadat de geschikheid van het nieuwe schip was gebleken, werd de Stortemelk in 1994 verkocht aan Azam Marine Co Ltd in Tanzania, dat het schip omgedoopte tot Kilimanjaro. De thuishaven werd Dar es Salaam. Het schip werd in 2009 gesloopt.